# Mont Ventoux Dénivelé Challenges 2022
La Mont Ventoux Dénivelé Challenges 2022, quarta edizione della corsa, valevole come evento dell'UCI Europe Tour 2022 categoria 1.1, si svolse il 14 giugno 2022 su un percorso di 153 km, con partenza da Vaison-la-Romaine e arrivo sul Mont Ventoux, in Francia. La vittoria fu appannaggio del portoghese Ruben Guerreiro, il quale completò il percorso in 4h32'35", alla media di 33,898 km/h, precedendo il colombiano Esteban Chaves e l'australiano Michael Storer.
Sul traguardo del Mont Ventoux 82 ciclisti, dei 129 partiti da Vaison-la-Romaine, portarono a termine la competizione.

## Squadre e corridori partecipanti
| N.    | Cod. | Squadra                |
| ----- | ---- | ---------------------- |
| 1-7   | COF  | Cofidis                |
| 11-17 | MOV  | Movistar Team          |
| 21-26 | TFS  | Trek-Segafredo         |
| 31-36 | AST  | Astana Qazaqstan Team  |
| 41-47 | GCF  | Groupama-FDJ           |
| 51-56 | ACT  | AG2R Citroën Team      |
| 61-67 | IPT  | Israel-Premier Tech    |
| 71-77 | ARK  | Team Arkéa-Samsic      |
| 81-87 | CJR  | Caja Rural-Seguros RGA |
| 92-97 | TEN  | TotalEnergies          |

| N.      | Cod. | Squadra                          |
| ------- | ---- | -------------------------------- |
| 101-107 | BBK  | B&B Hotels-KTM                   |
| 111-117 | EKP  | Equipo Kern Pharma               |
| 121-127 | UXT  | Uno-X Pro Cycling Team           |
| 131-137 | BBH  | Burgos-BH                        |
| 141-147 | AUB  | St Michel-Auber 93               |
| 151-155 | GSR  | Go Sport-Roubaix Lille Métropole |
| 161-167 | NMC  | Nice Métropole Côte d'Azur       |
| 171-177 | EHE  | Electro Hiper Europa-Caldas      |
| 181-187 | UNA  | Team U Nantes Atlantique         |
| 191-197 | EFE  | EF Education-EasyPost            |

## Ordine d'arrivo (Top 10)
| Pos. | Corridore        | Squadra       | Tempo    |
| ---- | ---------------- | ------------- | -------- |
| 1    | Ruben Guerreiro  | EF            | 4h32'35" |
| 2    | Esteban Chaves   | EF            | a 53"    |
| 3    | Michael Storer   | Groupama      | a 1'28"  |
| 4    | T.H. Johannessen | Uno-X         | a 2'00"  |
| 5    | Guillaume Martin | Cofidis       | a 2'15"  |
| 6    | C. Rodríguez     | TotalEnergies | a 2'28"  |
| 7    | Carlos Verona    | Movistar      | a 2'30"  |
| 8    | Andrej Zejc      | Astana        | a 2'55"  |
| 9    | Roger Adrià      | Kern Pharma   | a 3'08"  |
| 10   | Attila Valter    | Groupama      | a 3'14"  |